# Karen Blixenová

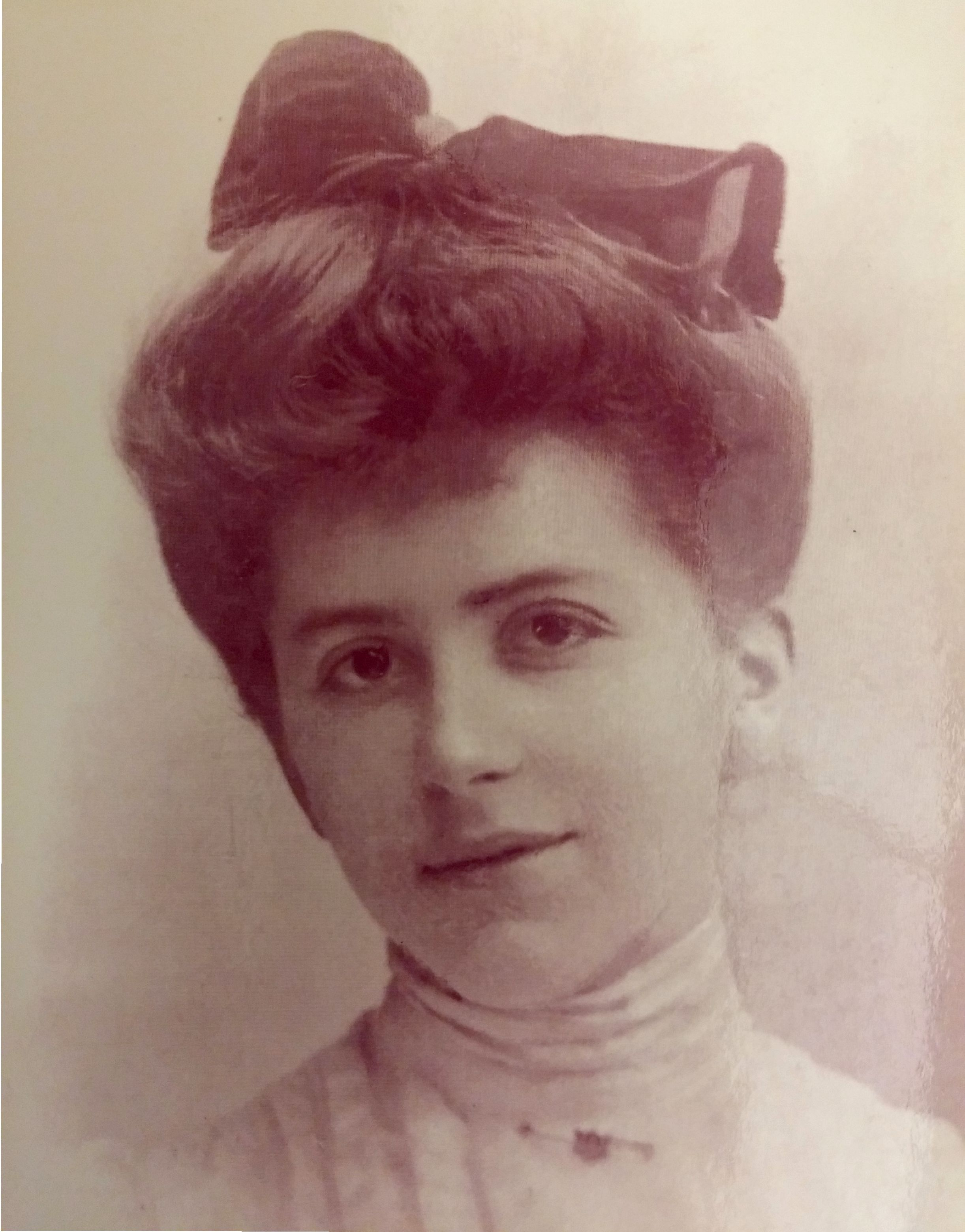
Karen Blixenová (1903)

Baronka Karen von Blixen-Finecke, rodným jménem Karen Christentze Dinesen (17. dubna 1885 Rungstedlund – 7. září 1962 Rungstedlund), byla dánská básnířka, spisovatelka a vypravěčka, která kromě svého vlastního jména psala pod pseudonymy Isaac Dinesen, Osceola a Pierre Andrezel. Pocházela z vyšších statkářsko-aristokratických kruhů. Její otec Vilhelm Dinesen byl rovněž literárně činný, pod pseudonymem Boganis vydal dva svazky Jagtbreve (Lovecké dopisy).

## Život
Karen Dinesen se narodila v Rungstedlunduu v severním Sjaellandu jako druhá dcera spisovatele a kapitána Vilhelma a Ingeborg Dinesen, rozené Westenholzové. Karen Blixenová se po celý život nechtěla smířit s konvenčními představami své rodiny o postavení ženy. Původně si chtěla zvolit dráhu profesionální výtvarnice (studovala na výtvarné akademii), pokoušela se také o literární tvorbu a pod pseudonymem Osceola uveřejnila časopisecky dvě novely. Roku 1914 se provdala za svého švédského bratrance barona Brora Blixena-Fineca a společně s ním zakoupila farmu s kávovými plantážemi nedaleko Nairobi v Keni. Manželství však ztroskotalo, farma zkrachovala a po smrti svého anglického přítele a jediné velké lásky Denise Finch Hattona se Blixenová nemocná a téměř bez prostředků vrátila do Dánska, kde pak v rodném Rungstedlundu severně od Kodaně žila po zbytek života.
V průběhu let, která trávila v Africe pokračovala v literárních pokusech a vydala časopisecky loutkovou komedii Sandhedens haevn (1926, Jak se pravda pomstila). Prosadila se však až anglicky psanou a v USA velmi úspěšnou sbírkou novel Seven Gothic Tales (1934), kterou sama přeložila do dánštiny jako Syv fantastiske fortaellinger (1935, Sedm fantastických příběhu). Anglická verze vyšla pod autorským pseudonymem Isaak Dinesen, stejně jako další anglicky psaná díla Blixenové. Všechny její dánské knihy vyšly pod jejím vlastním jménem, většinou v jejím vlastním překladu do dánštiny.
Léta strávená v Africe jsou inspirací polofiktivní a polovzpomínkové knihy "Out of Africa" – Min afrikanske farm (1937 – Africká farma, č. 1948, Vzpomínky na Afriku, č. 1992). Úspěch prvních dvou knih zbavil Blixenovou existenčních starostí, stejně jako dlouhodobé onemocnění ji ale i tvorba stála mnoho sil a tak další díla přicházela s delšími přestávkami.

## Dílo
Blixenová psala dánsky i anglicky. Těžiště jejího díla je v útvaru dlouhé povídky. Děj většiny z nich se odehrává v období od pol. 18. století do pol. 19. století, hrdiny jsou většinou postavy z vyšších společenských kruhů nebo naopak archetypální, sociálně nezařazení představitelé „duchovní aristokracie“, a jejich společným rysem je protinaturalistická vypravěčská technika s důrazem na osobu autora, respektive vypravěče, vyznačujícího se až božskou všemocností ve vztahu k literárním postavám (oblíbeným motivem Blixenové jsou loutky).
V souladu s dobovou lokalizací děje charakterizuje novely i lehce archaizovaný a vysoce formalizovaný jazyk. Mezní situací příběhů Karen Blixen je obvykle chvíle existencionálního osudového rozhodování (v tom se autorka jeví jako dědička a pokračovatelka Sørena Kierkegaarda). Pronikavá autorská ironie, jež na sebe někdy bere podobu dekadentní, stylizované a na odiv stavěné cyničnosti, brání přehnanému patetizování. Snahu o zobecnění a širší psychologickou platnost příběhů podtrhují všudypřítomné vazby s dědictvím kulturního světa evropského i mimoevropského, v němž se postavy Blixenové pohybují. Pod pláštěm historických převleků skrývá Blixenová vysoce kritický postoj k měšťáckým hodnotám a úzkoprsé morálce. Moderní feministická kritika rovněž upozorňuje, že nositelem síly a energie jsou u Blixenové často ženské postavy, zatímco muži mívají spíše sklon ke slabošství.

### Africká farma
Africká farma (Den afrikanske farm, také pod názvem Vzpomínky na Afriku – 1992) je autobiografická próza, která byla veřejností velmi vstřícně přijata. Kniha je žánrovou směsicí vzpomínek, lyrizovaných popisů a esejistických úvah, čerpajících ze spisovatelčiných zážitků z doby pobytu v Africe. Děj sice nemá výrazný ucelený epický průběh, nicméně text je koncipován jako stylizovaný příběh o ztraceném ráji. Přestože Blixenová Afriku značně idealizuje, kniha nabízí řadu zajímavých postřehů o vztahu mezi různými kulturami a mezi přírodou a kulturou obecně.

### Film
Podle jejích autobiografických knih byl v roce 1985 natočen oscarový film Vzpomínky na Afriku s Meryl Streepovou a Robertem Redfordem v hlavních rolích.

## České překlady
Česky vyšla následující díla Karen Blixenové
- Anekdoty osudu / Zimní pohádky (Skæbneanekdoter/Vintereventyr, 1958/1942) česky roku 1986 v překladu Františka Fröhlicha
- Sedm fantastických příběhů (Syv fantastiske fortællinger, 1934) v překladu Františka Fröhlicha
- Africká farma (Den Afrikanske Farm), vyšla ve vydavatelství Za svobodu zřejmě v roce 1949, v českém překladu Marie Polívkové a v roce 1992 pod titulem Vzpomínky na Afriku v překladu Dany Jelínkové

## Tvorba

### Dánská a anglosaská díla
- Osceola: Eneboerne, V: dánském tisku Tilskueren, Kodaň, srpen 1907.
- Osceola: Pløjeren, V: dánském tisku Gads danske Magasin, Kodaň, říjen 1907.
- Osceola: Familien de Cats, V: dánském tisku Tilskueren, leden 1909.
- Blixen, Karen: Sandhedens hævn – En marionetkomedie, In: dánském tisku Tilskueren, Kodaň 1926.
- Dinesen, Isak: Syv fantastiske Fortællinger (Vejene omkring Pisa; Den gamle vandrende Ridder; Aben; Syndfloden over Norderney; Et Familieselskab i Helsingør; Drømmerne; Digteren), C.A. Reitzels Forlag, Kodaň 1935.
- Blixen, Karen: Den afrikanske Farm (Kamante og Lullu; Et vaadeskuds Historie; Gæster paa Farmen; Af en Emigrants Dagbog; Farvel til Farmen), Nakladatelství Gyldendal, Kodaň 1937.
- Blixen, Karen: Vinter-Eventyr (Skibsdrengens fortælling; Den unge mand med nelliken; En historie om en perle; De standhaftige slaveejere; Heloïse; Det drømmende barn; Fra det gamle Danmark; Alkmene; Peter og Rosa; Sorg-Agre; En opbyggelig historie), Nakladatelství Gyldendal, Kodaň 1942.
- Andrézel, Pierre: Gengældelsens Veje, Oversat til dansk ved Clara Svendsen, Nakladatelství Gyldendal, Kodaň 1944.
- Blixen, Karen: Sidste Fortællinger ([Kardinalens første historie; Kappen; Nattevandring; Om hemmeligheder og om himlen; To gamle herrers historier; Kardinalens tredje historie; Det ubeskrevne blad],[note 1] [Karyatiderne – En ufuldendt historie; Ekko],[note 2] [En herregårdshistorie; Ib og Adelaide; Samtale om natten i København][note 3]), Nakladatelství Gyldendal, Kodaň 1957.
- Blixen, Karen: Skæbne-Anekdoter (Dykkeren; Babettes gæstebud; Storme; Den udødelige historie; Ringen), Nakladatelství Gyldendal, Kodaň 1958.
- Blixen, Karen: Skygger på Græsset (Farah; Barua a Soldani; Den store Gestus; Ekko fra Højene), Nakladatelství Gyldendal, Kodaň 1960.
- Blixen, Karen: Osceola (Grjotgard Ålvesøn og Aud; Pløjeren; Eneboerne; Familien de Cats; Vinger; Maaneskin; Medvind; Vuggesang; En Stjerne; Balladen om mit Liv; Ex Africa), Udgivet med faksimiler af Vinger; Medvind; Balladen om mit Liv, Redigeret af Clara Svendsen, Nakladatelství Julebog, Kodaň 1962.

### Posmrtná vydání
- Blixen, Karen: Ehrengard, Oversat til dansk ved Clara Svendsen, Nakladatelství Gyldendal, Kodaň 1963.
- Blixen, Karen: Essays[note 4] (Mit livs mottoer; Daguerreotypier; En båltale med 14 års forsinkelse; Fra lægmand til lægmand; Breve fra et land i krig; Gensyn med England; Om Retskrivning; H.C. Branner "Rytteren"), Nakladatelství Gyldendal, Kodaň 1965.
- Blixen, Karen: Efterladte fortællinger[note 5] (Familien de Cats; Onkel Théodore; Karneval; Den sidste dag; Onkel Seneca; Den fede mand; Anna; Den stolte dame; Bjørnen og kysset; Gensyn), Udgivet med efterskrift af Frans Lasson, Nakladatelství Gyldendal, Kodaň 1975.
- Blixen, Karen: Breve fra Afrika 1914–31. Udgivet af Frans Lasson, 2 bind, Nakladatelství Gyldendal, Kodaň 1978.
- Dinesen, Isak: Daguerreotypes and Other Essays, Udgivet af The University of Chicago Press, Chicago 1979.
- Blixen, Karen: Moderne ægteskab og andre betragtninger,[note 6][note 7] Udgivet med forord af Frans Lasson, Nakladatelství Gyldendal, Kodaň 1981.
- Blixen, Karen: Ungdomsarbejder af Karen Blixen – Et udvalg ved Else Cederborg,[note 8] In: Blixeniana, Noter og kommentarer ved Else Cederborg, Udgivet af Karen Blixen Selskabet, Kodaň 1983, pp. 49–217.
- Blixen, Karen: Karyatiderne – En ufuldendt historie, Udgivet med papirklip ved Sonia Brandes, Nakladatelství Gyldendal, Kodaň 1993.
- Blixen, Karen: Karen Blixen i Danmark – Breve 1931–1962, Udgivet af Frans Lasson og Tom Engelbrecht, 2 bind, Nakladatelství Gyldendal, Kodaň 1996, ISBN 87-00-19866-8.
- Blixen, Karen: Karen Blixens kunst – Tegninger og malerier[note 9][note 10] (Karen Blixens Kunst; Karen Blixen som maler; Når ord bliver til billeder; L'heure bleue – Karen Blixen og den universelle fantasi), Udgivet af Karen Blixen Museet, Kodaň 2001, ISBN 87-89712-22-6.

## Literární ocenění
- Tagea Brandts Rejselegat, 1939.
- Holberg-medaljen, 1949.
- Otto Benzons Forfatterlegat,[note 11] 1949.
- Ingenio et arti,[note 12] 1950.
- Boghandlernes gyldne Laurbær, 1952.
- Dansk Forfatterforenings H.C. Andersen Legat, 1955.
- Kritikerprisen,[note 13] 1957.
- Jeanne og Henri Nathansens Mindelegat, 1957.
- Henrik Pontoppidans Mindefonds Legat, 1959.